# Patchiella reaumuri
Patchiella reaumuri är en insektsart som först beskrevs av Johann Heinrich Kaltenbach 1843.  Patchiella reaumuri ingår i släktet Patchiella och familjen långrörsbladlöss.

## Underarter
Arten delas in i följande underarter:
- P. r. orientalis
- P. r. reaumuri